# 小川 (静岡県)
小川（ちいがわ、英語: Chii River）は、静岡県を流れる河川。二級河川に指定されている。

## 概要
静岡県を流れる二級河川である。二級水系である弁財天川水系に属しており、弁財天川水系の左支川にあたる西大谷川の左支川である。なお、静岡県知事により管理されている。

## 流路
静岡県掛川市西大渕の小字である釜ヶ谷を起点としている。西大谷川に合流しており、その合流地点を終点としている。その延長は650メートルに及ぶ。
流域については、上流は山林に覆われているが、下流に至ると市街地が広がっている。静岡県掛川市西大渕に端を発し、掛川市洋望台を北東から南西に横断しており、再び西大渕に入って終点となる。

## 地形
小笠山の丘陵部の南側を流れている。合流先である西大谷川も同様に小笠山の南側を流れている。

## 流域の自治体
- 静岡県
  - 掛川市[3]

### 註釈
1. ↑  「ちいかわ」ではなく「ちいがわ」[3]である。